# Moreauïta
La moreauïta és un mineral de la classe dels fosfats. Rep el seu nom del mineralogista belga Jules Moreau (1931-2015), professor de mineralogia de la Universitat Catòlica de Lovaina (Bèlgica).

## Característiques
La moreauïta és un fosfat de fórmula química Al₃(UO₂)(PO₄)₃(OH)₂·13H₂O. Va ser aprovada com a espècie vàlida per l'Associació Mineralògica Internacional l'any 1984. Cristal·litza en el sistema monoclínic. Es troba en forma de cristalls tabulars aplanats en {100}, potser allargats al llarg de [010], de fins a 0,2 mil·límetres; també com nòduls o agregats subparal·lels de tauletes que s'assemblen a "llibres oberts».
Segons la classificació de Nickel-Strunz, la moreauïta pertany a «08.ED: Uranil fosfats i arsenats sense classificar» juntament amb els següents minerals: asselbornita, metalodevita, šreinita i kamitugaïta.

## Formació i jaciments
És un mineral secundari poc comú que es troba a la zona uranífera oxidada d'un complex de pegmatita de granit. Sol trobar-se associada a altres minerals com la furongita, la ranunculita i la fosfosiderita. Va ser descoberta l'any 1984 a la pegmatita Kobokobo, a Mwenga (Kivu Sud, República Democràtica del Congo). També ha estat descrita a Valdeíñigos, una pedania de Tejeda de Tiétar, a la província de Càceres (Espanya).